# Яровой, Никита Александрович
Никита Александрович Яровой (1995—2016) — лейтенант ВСУ, участник вооружённого конфликта на востоке Украины. Герой Украины (посмертно).

## Биография
Родился в семье украинца и кореянки. Мать — хореограф. Никита также имел творческие таланты — пел, играл на гитаре. Окончил Новомосковский коллегиум № 11. Когда учился в 9 классе, решил стать военным, поэтому после 9 класса поступил в Запорожский областной лицей-интернат с усиленной военно-физической подготовкой «Защитник», а после поступил в Национальную академию сухопутных войск им. Петра Сагайдачного во Львове, которую окончил по ускоренному курсу в феврале 2016 года.
В апреле 2016-го отправился на фронт, где был назначен командиром 3-й механизированной роты 1-го механизированного батальона 54-й отдельной механизированной бригады. Был самым молодым командиром роты 54 отдельной механизированной бригады Никита Яровой нёс службу на одном из самых опасных участков фронта, «Светлодарской дуге», в районе между посёлком городского типа Луганское и городом Дебальцево. Командовал взводный-опорным пунктом на передовой линии обороны.

## Награды
- Звание Герой Украины с вручением ордена «Золотая Звезда» (30 декабря 2016; посмертно)  — за исключительное мужество и героизм, проявленные в защите государственного суверенитета и территориальной целостности Украины, верность военной присяге[3].